# Macrodiversitat
En el camp de la comunicació sense fil, la macrodiversitat és una mena d'esquema de diversitat espacial que utilitza diverses antenes receptores o transmissores per transferir el mateix senyal. La distància entre els transmissors és molt més llarga que la longitud d'ona, a diferència de la microdiversitat, on la distància és de l'ordre de la longitud d'ona o més curta.
En una xarxa cel·lular o una LAN sense fil, la macrodiversitat implica que les antenes es troben normalment en diferents llocs d'estació base o punts d'accés. La macrodiversitat del receptor és una forma de combinació d'antenes, i requereix una infraestructura que media els senyals de les antenes o receptors locals a un receptor o descodificador central. La macrodiversitat del transmissor pot ser una forma de difusió simultània, on el mateix senyal s'envia des de diversos nodes. Si els senyals s'envien pel mateix canal físic (per exemple, la freqüència del canal i la seqüència de propagació), es diu que els transmissors formen una xarxa d'una sola freqüència, un terme utilitzat especialment en el món de la radiodifusió.
L'objectiu és combatre l'esvaïment i augmentar la força del senyal rebut i la qualitat del senyal en posicions exposades entre les estacions base o els punts d'accés. La diversitat de macro també pot facilitar serveis de multidifusió eficients, on es pot utilitzar el mateix canal de freqüència per a tots els transmissors que enviïn la mateixa informació. L'esquema de diversitat es pot basar en la macrodiversitat del transmissor (enllaç descendent) i/o en la macrodiversitat del receptor (enllaç ascendent).

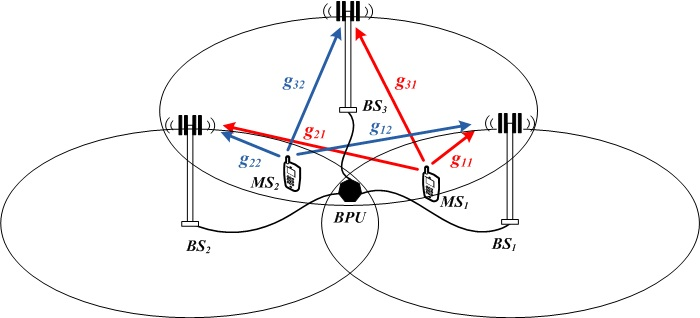
Escenari típic de comunicació d'enllaç ascendent de macrodiversitat multiusuari amb tres estacions base (BS) i dues estacions mòbils (MS). Tots els BS estan connectats a una unitat de processament back-haul (BPU).

## Exemples
- Transmissió suau CDMA:
  - Entrega més suau de l'UMTS.
- Les xarxes de freqüència única (SFN) basades en OFDM i equalització de domini de freqüència (FDE) són una forma de macrodiversitat de transmissors que s'utilitza en xarxes de radiodifusió com ara DVB-T i DAB
  - Xarxes dinàmiques d'una sola freqüència (DSFN), on un esquema de programació adapta dinàmicament les formacions SFN a les condicions del trànsit i/o a les condicions del receptor
  - Transferència de diversitat macro 802.16e (MDHO)
  - Xarxa d'evolució a llarg termini (LTE) 3GPP multicast-broadcast monofreqüència (MBSFN), que permet enviar de manera eficient les mateixes dades a molts mòbils en cel·les adjacents.
  - Diversitat cooperativa, per exemple 3GPP evolució a llarg termini (LTE) transmissió/recepció coordinada multipunt (CoMP), que permet augmentar la velocitat de dades a un mòbil situat en la superposició de diversos rangs de transmissió de l'estació base.[4]

## Descripció matemàtica
El sistema de comunicació d'enllaç amunt MIMO multiusuari de macrodiversitat que es considera aquí consisteix {\displaystyle \scriptstyle N} usuaris d'antena única distribuïda i {\displaystyle \scriptstyle n_{R}} estacions base d'antena única distribuïdes (BS). Seguint el model de sistema MIMO d'esvaïment pla de banda estreta ben establert, la relació entrada-sortida es pot donar com a
{\displaystyle \mathbf {y} =\mathbf {H} \mathbf {x} +\mathbf {n} }
on {\displaystyle \scriptstyle \mathbf {y} } i {\displaystyle \scriptstyle \mathbf {x} } són els vectors de recepció i de transmissió, respectivament, i {\displaystyle \scriptstyle \mathbf {H} } i {\displaystyle \scriptstyle \mathbf {n} } són la matriu del canal de macrodiversitat i el vector de soroll AWGN no correlacionat espacialment, respectivament. Se suposa que la densitat espectral de potència del soroll AWGN és {\displaystyle \scriptstyle N_{0}}. El {\displaystyle \scriptstyle i,j} l'element de {\displaystyle \scriptstyle \mathbf {H} }, {\displaystyle h_{ij}} representa el coeficient d'esvaïment (vegeu Esvaïment) de la {\displaystyle \scriptstyle i,j} l'enllaç constituent que, en aquest cas concret, és l'enllaç entre {\displaystyle \scriptstyle j} usuari i el {\displaystyle \scriptstyle i} estació base. En un escenari de macrodiversitat,
{\displaystyle E\left\{\left|h_{ij}\right|^{2}\right\}=g_{ij}\quad \forall i,j}
on {\displaystyle \scriptstyle g_{i,j}} s'anomena guany mitjà de l'enllaç que dona la SNR mitjana de l'enllaç {\displaystyle \scriptstyle {\frac {g_{ij}}{N_{0}}}}. La matriu del perfil de potència de la macrodiversitat es pot definir així com
{\displaystyle \mathbf {G} ={\begin{pmatrix}g_{11}&\dots &g_{1N}\\g_{21}&\dots &g_{2N}\\\dots &\dots &\dots \\g_{n_{R}1}&\dots &g_{n_{R}N}\\\end{pmatrix}}.}